# قاره تبة (قمشي)
قاره تبة هي بلدة في مقاطعة قمشي في ولاية قشقداريا في أوزبكستان.